# السمطا
قرية السمطا هي إحدى القرى التابعة لمركز البلينا بمحافظة سوهاج في جمهورية مصر العربية. حسب إحصاءات سنة 2006، بلغ إجمالي السكان في السمطا 21150 نسمة، منهم 10403 رجل و10747 امرأة.